# براتيسلافا
 براتيسلافا (بالسلوفاكية: Bratislava) "لغاية عام 1919 بريشبوروك/بريشبوريك (بالألمانية: Pressburg) (بالمجرية:Pozsony) (الروسية: Братислава)" هي عاصمة سلوفاكيا وأكبر مدنها، يقطنها ما يقرب من 430,000 نسمة. تقع على نهر الدانوب على الحدود مع المجر والنمسا وتبعد عن فيينا عاصمة النمسا 60 كم. تعتبر أكثر المدن كثافة سكانية في أوروبا الوسطى.
و هي المركز السياسي والاقتصادي والثقافي لجمهورية سلوفاكيا حيث أنها مقر للرئاسة السلوفاكية والبرلمان السلوفاكي. والعديد من الشركات المحلية والعالمية تتخذ من العاصمة براتيسلافا مركزاً لها بالإضافة لوجود العديد من الجامعات والمتاحف والمعارض في المدينة. اشتهرت المدينة تاريخيا باسمها الألماني Pressburg ولعبت دوراً تاريخياً مهماً ما بين 1536 إلى 1783 حيث كانت براتيسلافا عاصمة مملكة هابسبورغ.

## تاريخ المدينة
يعود تاريخ المدينة إلى العصر الحجري الحديث ما يقرب حوالي من 5000 ق.م. كما اتخذت قبائل الكلت في العام 200 ق.م. من براتيسلافا مركزاً لصك النقود الفضية وأطلق عليها حين ذلك بياتك (بالسلوفاكية: Biatek). وقعة المدينة تحت سيطرة الرومان ما بين القرن الأول والرابع وشكّلت جزءًا من حدود الإمبراطورية الرومانية في ذلك الوقت واستفادة المدينة من خبرة الرومان بالزراعة فانتشرت زراعة العنب وصناعة النبيذ.
 

قدم السلاف إلى المنطقة ما بين القرن الخامس والسادس خلال فترت الهجرات  وأنشئوا أول كيان سياسي سلافي مملكة سامو (بالسلوفاكية: Samo) ما بين (623 - 658) واعتبرت قلعة براتيسلافا وقلعة دفين مركزاً ذو إستراتيجية هامه لإمارة نيترا ومورافيا العظمى.
 أول نص مكتوب ذكرت به المدينة يعود إلى العام 907 ويشير النص إلى معركةٍ وقعة بين البافاريين والمجريين  وارتبطت أحداث هذه المعركة بسقوط مورافيا العظمى.

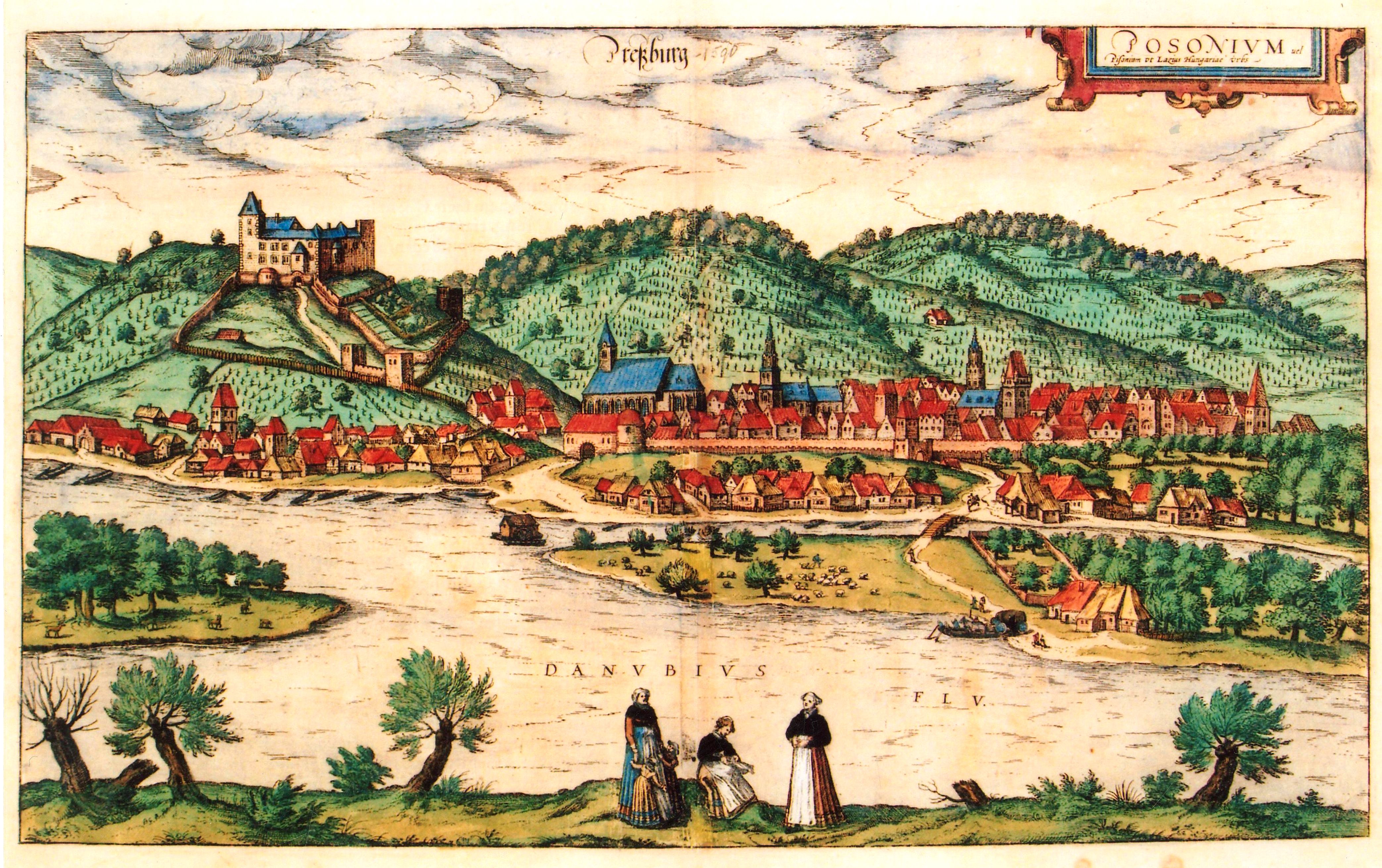
بريسبورغ في القرن السادس عشر

في القرن العاشر باتت بريسبورغ (لاحقاً سوف تصبح مقاطعة بوزوني) جزءً من مملكة المجر وتبوئت مركزاً اقتصادياً وإدارياً هاماً على جبهة المملكة المجرية. وبسبب موقعها المتميز والإسترتيجي أصبحت المنطقة عرضةً لأطماع الغزاة، غير أن ذلك ساعد على تطوير وتحسين وضع المنطقة سياسياً واقتصادياً. ومنح ملك المجر أندرو الثالث  المنطقة امتيازات المدينة لأول مرة وكان ذلك عام 1291 وفي العام 1405 قام الملك سيغيسموندمن لوكسمبورغ بإعلان بريسبورغ مدينةً ملكيه وأعطيت بذلك حق استعمال شعارٍ خاصً بها.

بعد هزيمت المجر من العثمانيين في واقعة موهاج العام 1526 ومع سقوط بودابست وتقهقرهم منها، اتخذ المجريون من بريسبورغ عاصمةً لهم فأصبحت جزءً من مملكة هابسبورغ النمساوية. ودخلت المدينة عصر نهضةٍ وازدهارٍ جديد كونها آلت مقعداً للملوك والمطارنة وسجلت الأعوام 1536 - 1830 تتويج إحدى عشر ملكً وملكةً مقاليد الحكم في كاتدرائية القديس مارتن. غير أن القرن السابع عشر حمل معه تصاعد العداء والرفض للهابسبورغ إضافةً إلى الحروب مع الأتراك والفيضانات والطاعون وأوبئةٍ أخرى. فقد قام الأتراك بتطويق المدينة ومحاصرتها غير أنهم لم يظفروا بفتحها.
 

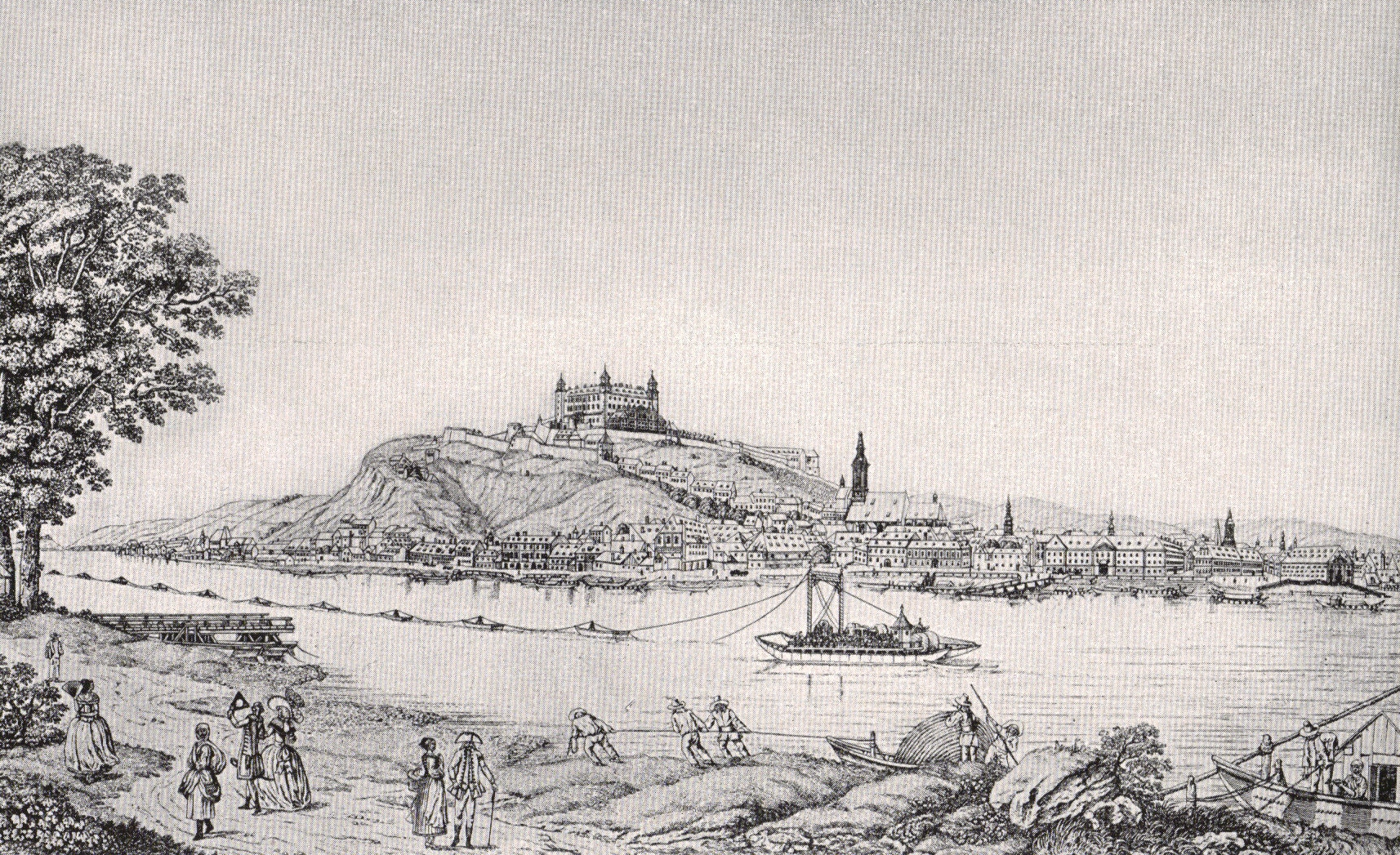
بريسبورغ عام1787

ازدهرت بريسبورغ في القارن الثامن عشر في عهد الملكة ماريا تيريزا وأصبحت أهم وأكبر المدن في ما يعرف اليوم بسلوفياكيا، والمجر. وتضاعفت أعداد السكان وشيدت القصور والأديرة ومهدت الشوارع والطرقات وتحولت المدينة إلى مركزٍ للحياة الاجتماعية والثقافية في المنطقة. غير أنها ما لبثت تفقد أهمتها بعد اعتلاء الملك جوزيف الثاني نجل ماريا تيريزا حيث قام الأخير بنقل المجوهرات الملكية إلى النمسا عام 1783 في محاولة منه لتعزيز الوحدة بين النمسا والمجر. وعلى إثر ذلك قامت العديد من الدوائر الرسمية بالانتقال إلى بودا وتلى ذلك انتقال شريحة عريضة من النبلاء، فأصبحت المدينة مركزا للحركة الوطنية السلوفاكية.
اقترن القرن التاسع عشر بالأحداث المسيطرة على أوروبا آنذاك. فوقعت اتفاقية سلام بين النمسا وفرنسا في العام 1805  وبعد أربعة سنوات قام جنود نابليون بخرق الاتفاقية وتدمير قلعة دفين. في العام 1843 أعلنت المجرية كلغةٍ رسميةٍ للتشريع والمعاملات الرسمية والإدارة العامة للمدينة. وكرد فعلٍ على ثورة 1848 قام الملك فرديناند باتوقيع على ما عرف بقوانين أبريل التي تضمنت إلغاء القنانة. اختار مجلس بريسبورغ الجانب المجري من الثورة غير أن النمساويين احتلوا المدينة في كانون الأول 1840 
شهد القرن التاسع عشر نمواً سريعاً وغير مسبوق في مجالات الصناعة ففي العام 1840 بدء تسير عربات الركاب المدفوعة بواسطة الخيول بين بريسبورغ وسفيتي يور. وفي عام 1848 تم افتتاح خط لسكة القطار البخاري لوكوماتيف بين فينا وبريسبورغ ودشن خطٌ آخر إلى بست في العام 1850. إضافةً إلى ذاك تم إنشاء أول بنك في المدينة وسلوفاكيا العام 1842 كما بني أول جسرٍ ثابتٍ على نهر الدانوب ستاري موست (بالسلوفاكية: Starý most) في العام 1891.
شكّل الألمان قبل الحرب العالمية الأولى 42% من مجموع سكان بريسبورغ أما المجرييون فمثّلوا 41% و 15% كانت نسبة السلوفاك بحسب إحصاء 1910. بعد الحرب وتشكيل تشيكوسلوفاكيا في 28 تشرين الثاني 1918 وضمت بريسبورغ إلى الدولة حديثة التشكيل, غير أن الغالبية المجرية والألمانية في المديمة حاولت منع ذلك وأعلنت بريسبورغ مدينة مستقلة. فقامت القوات النشيكوسلوفاكيه بحتلال المدينة في 1 كانون الثاني 1919 وبذلك عادت بريسبورغ جزءً من تشيكوسلوفاكيا The city became the seat of Slovakia's political organs and organizations and became Slovakia's capital on 4-February 5.[مبهم]. أصبحت المدينة عاصمة سلوفاكيا في 4 من شباط 1919. ثارت الأغلبية الألمانية والمجرية مجدداً وقوبلت المظاهرة التي نظموها بأن قامت القوات التشيكوسلوفاكية بفتح النيران على المتظاهرين.

في 27 من آذار 1919 تم إطلاق اسم براتيسلافا على المدينة لأول مره. وأرغم المجرييون الذين لم يهربوا من المدينة على مغادرتها وقام السلوفاك والتشيكييون بالوفود إلى المدينة وتم تغيير مناهج التعليم من اللغتين المجرية والألمانية إلى السلوفاكية والتشيكية, وبحسب إحصاء العام 1930 تراجعت نسبة المجريين إلى 15.8% فقط. 

في 14 آذار 1939 أعلنت المدينة عاصمةً لجمهورية سلوفاكيا المستقلة التي وقعت منذ تشكيلها تحت سيطرة النفوذ النازي، فقد تم طرد اليهود إلى معسكرات الاعتقال النازية. قام الألمان بحتلال المدينة عام 1944 ومع أواخر الحرب قاموا بإجلاء أغلب الألمان خارج المدينة. أما الحلفاء فقاموا بقصف براتيسلافا قبل أن يحررها السوفيت في 4 من نيسان 1945. 

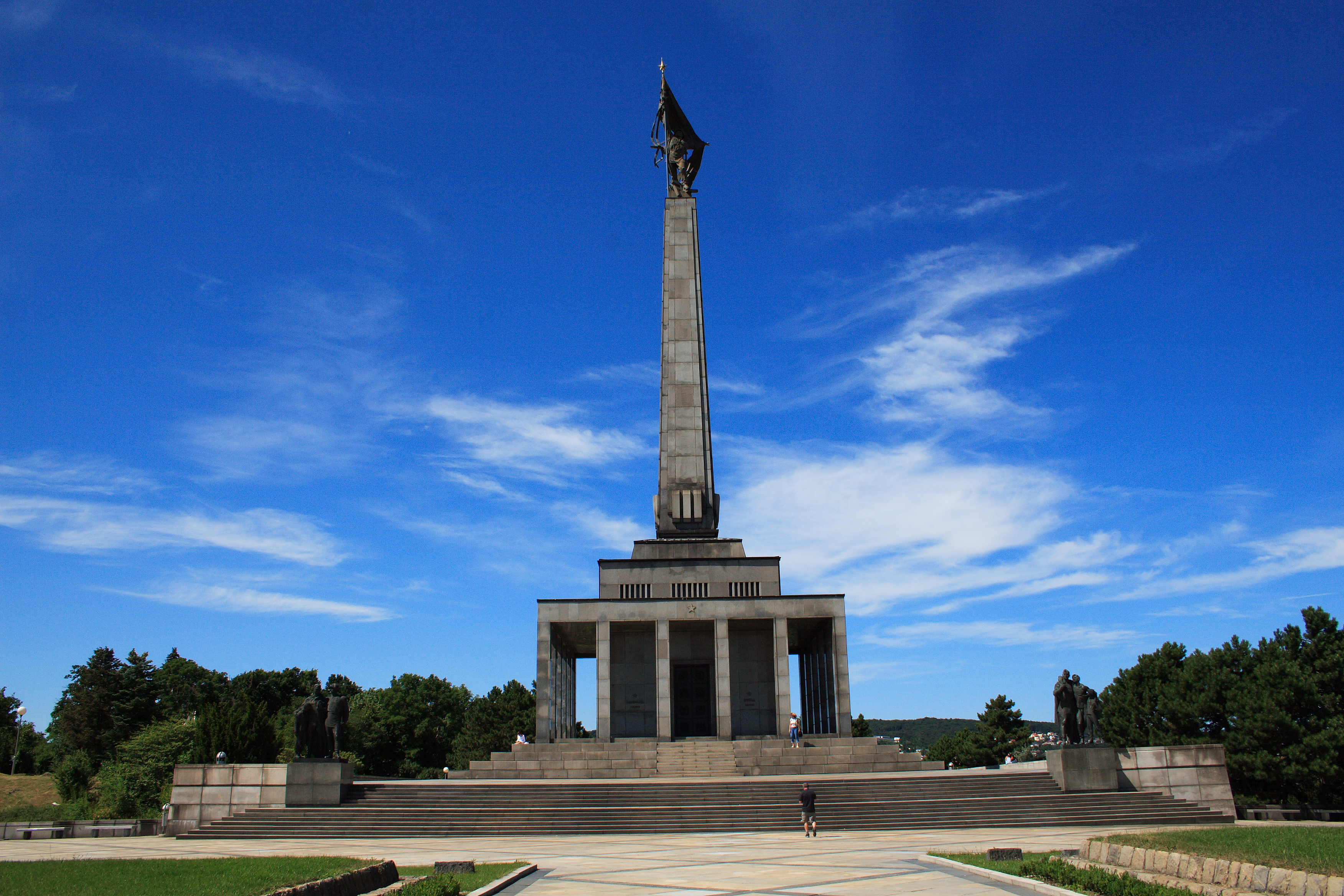
النصب التذكاري للجنود السوفيت الذين حرروا المدينة

. بعد الحرب أصبحت تشيكوسلوفاكيا جزءً من الكتلة الشرقية بعد سيطرة الحزب الشيوعي على الحكم في عام 1948. إزدادت أعداد السكان بشكلٍ ملحوظ فشكل السلوفاك 90% من السكان وتوسعت المدينة وقامت الحكومة الشيوعية ببناء المباني مسبقة الصنع (بالسلوفاكية: Panelový dom) كما قامت أيضاً ببناء الجسر الجديد على نهر الدانوب (بالسلوفاكية: Nový Most).
في العام 1968 قامت قوات حلف وارسو باحتلال براتيسلافا عاصمة جمهورية سلوفاكيا الاشتراكية واحدة من الدولتين المكونتين لجمهورية تشيكوسلوفاكيا الفدرالية.

تخلصت المدينة من الشيوعية في العام 1989 مع قيام الثورة المخملية (بالسلوفاكية: Nežná revolúcia)  وفي العام 1993 باتت براتيسلافا عاصمة لجمهورية سلوفاكيا بعد انفصال تشيكوسلوفاكيا فيما عرف بالانفصال المخملي (بالسلوفاكية: Rozdelenie Česko-Slovenska).

شهدت المدينة مع منتصف التسعينات وأوائل القرن الواحد والعشرين ثورة اقتصادية نتيجة الاستثمارات الأجنبية، واستضافة براتيسلافا العديد من المحافل الدولية والإقليمية التي كان أهمها قمت سلوفاكيا 2005 التي جمعت الرئيس الأمريكي جورج دبليو بوش والرئيس الروسي فلاديمير بوتين في ساحة هفيزدوسلاف نامستيي (بالسلوفاكية: Hviezdoslavovo námestie) في المدينة القديمة.

## جغرافيا
تقع مدينة برتيسلافا في جنوب غرب سلوفاكيا وهي جزء من إقليم براتيسلافا. هذ الموقع المميز جعل من المدينة العاصمة الوحيدة المجاورة لدولتين مختلفتين (النمسا والمجر) بالإضافة لكونها قريبة نسبياً من الحدود التشيكية 62 كم.

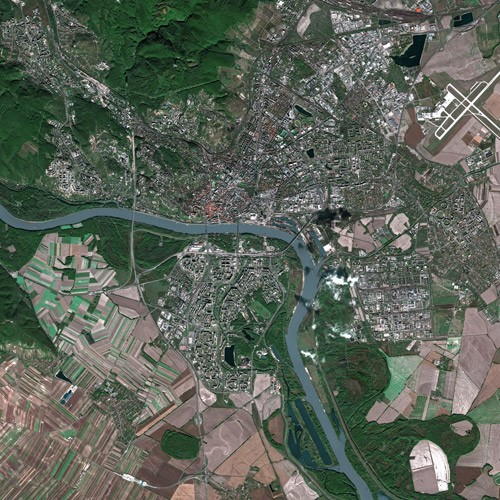
صورة لبراتيسلافا من القمر الصناعي

 تبلغ مساحة المدينة 367.58 كم2 مما يجعل المدينة ثاني أكبر مدن مساحةً بعد فيسوكي تاتري تقع براتيسلافا على ضفاف نهر الدانوب الذي يقطع المدينة من غربها إلى جنوبها الشرقي. ويشكل نهر مورافا الحدود الشمالية الغربية للمدينة حيث يصب في نهر الدانوب عند دفين.

سلسلة جبال الكربات تبدأ من براتيسلافا حيث توجد جبال الكربات الصغرى (بالسلوفاكية: Malé Karpaty) كما تمد سهول زاهوري (بالسلوفاكية: Záhorie) سهل الدانوب هو أدني نقطة في المدينة على نهر الدانوب 126 م (410 قدم) وأعلى قمة هي دفينسكا كوبيلا (بالسلوفاكية: Devínska Kobyla) على ارتفاع 514م (1690 قدم) ومتوسط الارتفاع 140م (460 قدم).

## المناخ
تقع براتيسلافا في المنطقة الحرارية الشمالية مع مناخٍ قاري وأربعة فصولٍ كاملة. تغلب الرياح على الطقس الحار صيفاً والبارد والرطب شتاءً. تقع المدينة في أحد المانطق الأشد دفئاً في سلوفاكيا. تغير المناخ العالمي أدى إلى زيادة سرعة التحول من فصل الشتاء إلى الصيف لقصر طول فصلي الربيع والخريف نسبياً. تتساقط الثلوج على المدينة في فصل الشتاء وتعتبر منطقتي دفين ودفينسكا نوفا فس عرضةً للفيضانات في فصل الشتاء بسبب نهري الدانوب ومورافا.
| البيانات المناخية لـبراتيسلافا    | البيانات المناخية لـبراتيسلافا | البيانات المناخية لـبراتيسلافا | البيانات المناخية لـبراتيسلافا | البيانات المناخية لـبراتيسلافا | البيانات المناخية لـبراتيسلافا | البيانات المناخية لـبراتيسلافا | البيانات المناخية لـبراتيسلافا | البيانات المناخية لـبراتيسلافا | البيانات المناخية لـبراتيسلافا | البيانات المناخية لـبراتيسلافا | البيانات المناخية لـبراتيسلافا | البيانات المناخية لـبراتيسلافا | البيانات المناخية لـبراتيسلافا |
| الشهر                             | يناير                          | فبراير                         | مارس                           | أبريل                          | مايو                           | يونيو                          | يوليو                          | أغسطس                          | سبتمبر                         | أكتوبر                         | نوفمبر                         | ديسمبر                         | المعدل السنوي                  |
| --------------------------------- | ------------------------------ | ------------------------------ | ------------------------------ | ------------------------------ | ------------------------------ | ------------------------------ | ------------------------------ | ------------------------------ | ------------------------------ | ------------------------------ | ------------------------------ | ------------------------------ | ------------------------------ |
| متوسط درجة الحرارة الكبرى °م (°ف) | 2 (36)                         | 5 (41)                         | 11 (52)                        | 16 (61)                        | 22 (72)                        | 24 (75)                        | 27 (81)                        | 27 (81)                        | 22 (72)                        | 15 (59)                        | 8 (46)                         | 4 (39)                         | 15 (60)                        |
| متوسط درجة الحرارة الصغرى °م (°ف) | −3 (27)                        | −2 (28)                        | 1 (34)                         | 5 (41)                         | 10 (50)                        | 13 (55)                        | 15 (59)                        | 14 (57)                        | 11 (52)                        | 6 (43)                         | 1 (34)                         | −1 (30)                        | 6 (43)                         |
| الهطول مم (إنش)                   | 42 (1.7)                       | 37 (1.5)                       | 36 (1.4)                       | 38 (1.5)                       | 54 (2.1)                       | 61 (2.4)                       | 52 (2.0)                       | 52 (2.0)                       | 50 (2.0)                       | 37 (1.5)                       | 50 (2.0)                       | 48 (1.9)                       | 557 (22)                       |
| المصدر: World Weather             |                                |                                |                                |                                |                                |                                |                                |                                |                                |                                |                                |                                |                                |

## التقسيم الإداري
تمتد المدينة على جانبي نهر الدانوب وتقسم إلى خمسة أحياء إدارية مرقمة من واحد إلى خمسة.
- براتيسلافاI الذي يتكون من المدينة القديمة ويعد الحي أهم وأقدم أحياء المدينة وأكثرها حيوية وكثافة تبلغ المساحة التقريبية للحي 10كم² في حين يبلغ تعداد سكان الحي ما يقرب من 41,255 بحسب إحصاء العام 2007.
- براتيسلافاII تبلغ المساحة التقريبية للحي 92 كم² في حين يبلغ تعداد سكان الحي ما يقرب من 110,729 بحسب إحصاء العام 2007. يتشكل الحي من ثلاثة بلديات روجينوف (بالسلوفاكية: Ružinov), بودونايسكي بيسكوبيتسي (بالسلوفاكية: Podunajské Biskupice), فراكونا (بالسلوفاكية: Vrakuňa).
- براتيسلافاIII تبلغ المساحة التقريبية للحي 74,7 كم² أما تعداد السكان بحسب إحصاء 2007 هو 62,145. يتشكل حي براتيسلافا III من ثلاثة بلديات نوفي ميستو (بالسلوفاكية: Nové Mesto), راتشا (بالسلوفاكية: Rača), فاينوري (بالسلوفاكية: Vajnory).
- براتيسلافاVI مساحة الحي التقريبية 96,6 كم² فو تعداد السكان 94,701 إحصاء 2007. يتشكل حي براتيسلافا V من خمسة بلديات دفين (بالسلوفاكية: Devín), دفينسكا نوفا فس (بالسلوفاكية: Devínska Nová Ves), دوبرافكا (بالسلوفاكية: Dúbravka),كارلوفا فس (بالسلوفاكية: Karlova Ves) لاماتش (بالسلوفاكية: Lamač), زاهورسكا بيستريتسا (بالسلوفاكية: Záhorská Bystrica).
- براتيسلافاV تبلغ المساحة التقريبية للحي 94,2كم² في حين يبلغ تعداد سكان الحي ما يقرب من 118,097 بحسب إحصاء العام 2007. يتشكل الحي من أربعة بلديات بترجالكا (بالسلوفاكية: Petržalka), تشونوفا (بالسلوفاكية: Čunovo), روسوفتسي (بالسلوفاكية: Rusovce), ياروفتسى (بالسلوفاكية: Jarovce).

|                 | التقسيم الإداري لمدينة براتيسلافا |               |                    |             |
| براتيسلافاI     | براتيسلافاII                      | براتيسلافاIII | براتيسلافاVI       | براتيسلافاV |
| المدينة القديمة | روجينوف                           | نوفي ميستو    | كارلوفا فس         | بترجالكا    |
|                 | فراكونا                           | راتشا         | دوبرافكا           | ياروفتسي    |
|                 | بودونايسكى بيسكوبيتسى             | فاينوري       | لاماتش             | روسوفتسي    |
|                 |                                   |               | دفين               | تشونوفا     |
|                 |                                   |               | دفينسكا نوفا فس    |             |
|                 |                                   |               | زاهورسكا بيستريتسا |             |

## مدن شقيقة
| - فيينا، النمسا. - كراكوف، بولندا. - يريفان ، أرمينيا . - روتردام ، هولندا. - ستوكهولم، السويد. - لاهاي ، هولندا. - برنو، التشيك. - ليستر، إنجلترا. - روسه ، بلغاريا. - لوبليانا، سلوفينيا. - أولم ، ألمانيا. | - بيرودجا ، إيطاليا . - براغ، التشيك. - ساراتوف، روسيا . - زغرب، كرواتيا. - لارنكا، قبرص. - أوسترافا، التشيك. - نامور، بلجيكا. - الإسكندرية، مصر . - ساراتوف، روسيا . - كييف، أوكرانيا. - كليفلاند ، الولايات المتحدة الأمريكية. | - توركو، فنلندا. - إسطنبول، تركيا. - دبلن، أيرلندا . - ستراسبورغ، فرنسا. - ريغنسبورغ، ألمانيا. - هو تشي منه، فيتنام. - غراتس، النمسا . - كارلسروه، ألمانيا. - بريمن ، ألمانيا. - سالونيك، اليونان. |